# Хован-Смбат III од Арменије
Хован-Смбат III је био краљ јерменске државе са седиштем у граду Ани. Наследио је свог оца, краља Гагика I (989—1020), који је био краљев старији син и законити наследник престола.

## Живот
Његовом устоличењу 1020. оштро се противио његов млађи брат Ашот, који се годину дана касније 1021. побунио против њега, довео је своје снаге у престоницу Ани, опколивши и освојивши град и свргнувши свог брата Хована-Смбата III са престола 1021 и узурпирајући власт од њега.
Након компромисног споразума између два завађена брата, Ашот се сложио да повуче своје побуњеничке снаге из Анија и допусти да се законски наследник Хован-Смбат III врати на власт настављајући да влада као Хован-Смбат III од Анија на ограниченим подручјима око главног града, док је Ашот (познат као Ашот IV) био устоличен исто као краљ, владајући у даљим јерменским провинцијама, ближе Персији и Грузији. Упркос договореном компромису, сукоби, понекад војни, су настављени између два брата краља, чиме су у великој мери ослабили јерменско Багратидско краљевство. У зиму 1021/22. године, краљ Хован-Смбат III је био приморан да за наследника постави византијског цара Василија II, што му је наметнуто због јерменске подршке грузијском краљу Георгију I у грузијско-византијском рату. Хован-Смбатово наслеђе је на крају прешло у Византијско царство 1042. године, много након што је цар Василије II умро.